# Edward Porta
Edward Porta (13 de noviembre de 1954) es un empresario textil argentino radicado en los Estados Unidos. Se declaró culpable de un cargo federal de conspiración por estafar al Departamento de Agricultura de los Estados Unidos por más de 400 mil dólares. En febrero de 2008 escapó del campo de mínima seguridad de la Penitenciaría del condado de Lee en Virginia y fue incluido en la lista de los más buscados de América.

## Biografía
Porta se casó y se divorció cuatro veces y tiene dos hijos. Tiene cinco hermanos con los que afirma no haber tenido contacto durante 40 años, según la policía.

### Industria textil
Porta comenzó su carrera trabajando para el negocio textil de su padre. La policía declaró que conspiró para aprovechar programas federales como el Programa de Garantía de Crédito a la Exportación, destinado por el Departamento de Agricultura de los Estados Unidos para ayudar a los pequeños exportadores de algodón americanos y extranjeros a competir contra las grandes corporaciones. Como presidente de Porta Textiles y Porta Technologies actuó como importador y exportador. Junto con el dinero que extrajo al gobierno, la policía afirmó que Porta también estafó a bancos y otras empresas por más de 2 millones de dólares.

### Encarcelamiento, fuga y recaptura
Se declaró culpable el 20 de diciembre de 2005 del cargo de conspiración por estafar al Departamento de Agricultura de los Estados Unidos en el Tribunal de Distrito Occidental de Carolina del Norte. El 2 de mayo de 2007, el tribunal de Asheville condenó a Porta a 38 meses en la penitenciaría del condado de Lee en Virginia y le ordenó pagar una restitución de 2,9 millones de dólares.
El 25 de febrero de 2008 no apareció durante un conteo realizado en la penitenciaría a las 4 de la tarde. Se le había ubicado en la zona de baja seguridad 
porque había sido condenado por un delito de cuello blanco relacionado con los negocios y su liberación estaba prevista para el 15 de abril de 2010. Tras su fuga, Porta fue perfilado en la lista de los más buscados de América.
Fue capturado ocho años después de su fuga, el 28 de mayo de 2016 en un motel cerca del aeropuerto internacional de Seattle Tacoma. Cumplió el resto de su condena en un correccional del condado de Russell en Virginia y el 1 de octubre de 2019 fue puesto en libertad.